# Центральный (стадион, Карши)
Центральный стадион — стадион в городе Карши, Узбекистан. Является домашней ареной местного футбольного клуба «Насаф».

## История
Первый матч, состоялся на стадионе между «Насаф» и Uz-Dong-Ju Andijon 8 августа 2008 года.
На” Центральном " проводились матчи различных международных соревнований Кубок АФК, Лига Чемпионов Азии, Кубок Азии среди 21-летних. В 2011 году в финале Кубка АФК в городе Карши команда “Насаф” победила кувейтский “Кувейт СК” со счетом 2:1 и стала победителем первого международного клубного турнира в Узбекистане.

## Характеристики
Отремонтирован в 2011 и 2017 годах. Первоначально стадион был рассчитан на 16 000 болельщиков, но в настоящее время он может вместить 21 000 болельщиков. Стадион "Центральный" полностью соответствует международным требованиям. На площадке есть 4 раздевалки, 12 залов VVIP для высокопоставленных гостей, 900 VIP-мест, 2 медицинских кабинета, 2 зала для судей.
У стадиона есть своя телевизионная станция (HDTV), которая, состоит из 18 камер, в том числе и камера «Паук (SpiderCAM)», все камеры могут снимать в формате HD.